# Joaquín Sorolla
Joaquín Sorolla y Bastida (n. 27 februarie 1863, Valencia, Comunitatea Valenciană, Spania – d. 10 august 1923, Madrid, Noua Castilie⁠(d), Spania) a fost un pictor spaniol. Sorolla a excelat în realizarea de portrete, peisaje și lucrări monumentale cu teme sociale și istorice. Cele mai tipice lucrări ale sale se caracterizează printr-o reprezentare abilă a oamenilor și a peisajului sub lumina strălucitoare a soarelui din Spania și apa luminată de soare.

## Biografie

### Tinerețe
Joaquín Sorolla s-a născut la 27 februarie 1863 la Valencia, Spania. Sorolla a fost cel mai mare copil născut al negustorului Joaquín Sorolla și al soției sale, Concepción Bastida. Sora lui, Concha, s-a născut un an mai târziu. În august 1865, ambii copii au rămas orfani când părinții lor au murit, posibil de holeră. Ulterior au fost îngrijiți de mătușa și de unchiul lor matern, un lăcătuș.

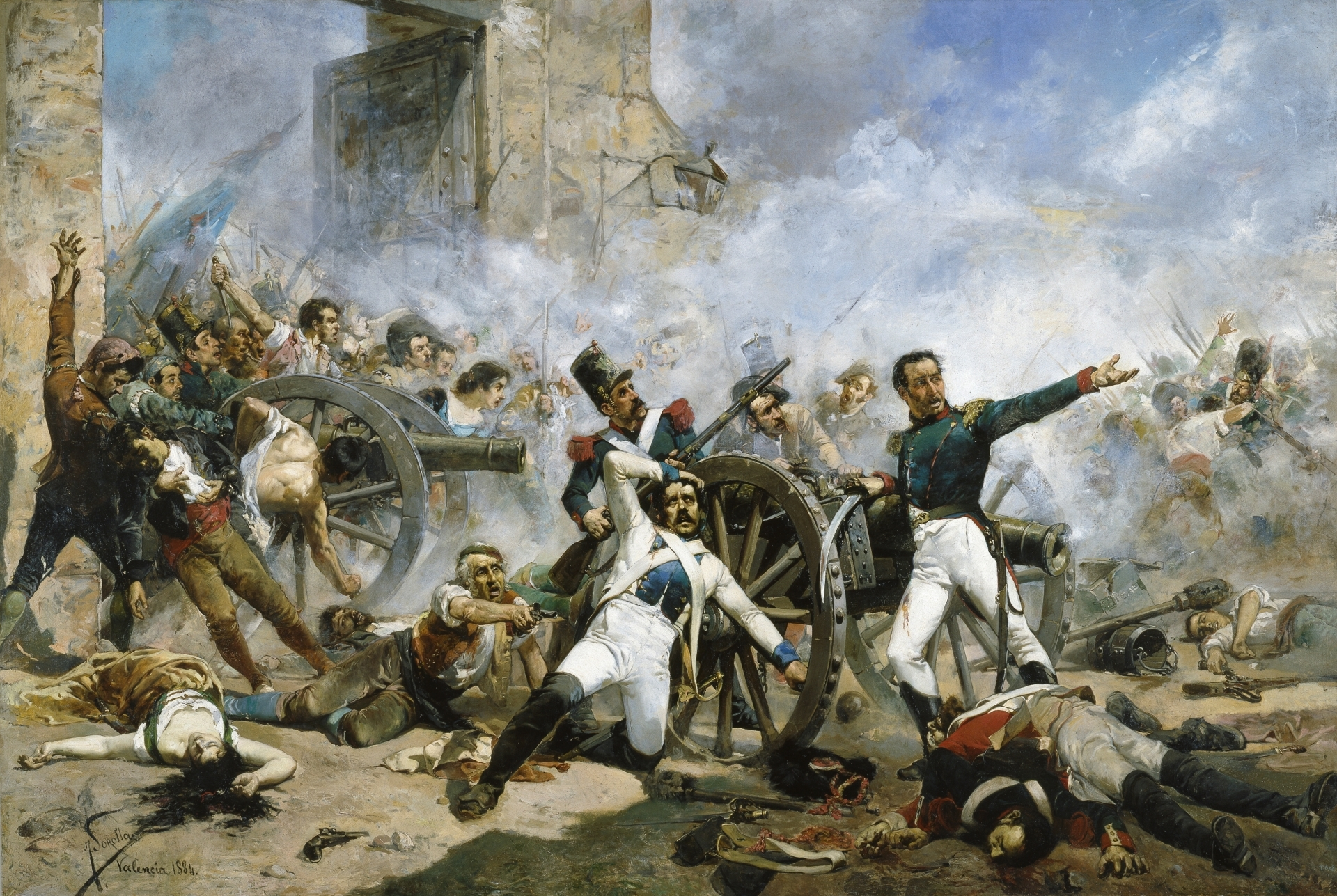
Moartea lui Pedro Velarde y Santillán în timpul apărării cazărmii de artilerie Monteleon, 1884

A primit educația artistică inițială la vârsta de 9 ani în orașul natal, și apoi sub o succesiune de profesori, care i-a inclus pe Cayetano Capuz, Salustiano Asenjo. La vârsta de optsprezece ani a călătorit la Madrid, studiind viguros picturile maeștrilor în Museo del Prado. După ce și-a încheiat serviciul militar la vârsta de douăzeci și doi de ani, Sorolla a obținut o bursă care i-a permis un să studieze pictura timp de patru ani la Roma, Italia, unde a fost binevenit și și-a găsit stabilitate în exemplul lui Francisco Pradilla⁠(d), directorul Academiei Spaniole din Roma. O ședere lungă la Paris în 1885 i-a oferit prima sa expunere la pictura modernă; de o influență deosebită au fost expozițiile lui Jules Bastien-Lepage și Adolph von Menzel⁠(d). Întors la Roma, a studiat cu José Benlliure, Emilio Sala și José Villegas Cordero⁠(d).
În 1888, Sorolla s-a întors la Valencia pentru a se căsători cu Clotilde García del Castillo, pe care o cunoscuse pentru prima dată în 1879, în timp ce lucra în studioul tatălui ei. Până în 1895, au avut împreună trei copii: Maria, născută în 1890, Joaquín, născută în 1892 și Elena⁠(d), născută în 1895. În 1890, s-au mutat la Madrid, iar pentru următorul deceniu eforturile lui Sorolla ca artist s-au concentrat în principal pe producția de pânze mari cu subiecte orientaliste, mitologice, istorice și sociale, pentru a fi expuse în saloane și expoziții internaționale din Madrid, Paris, Veneția, Munchen, Berlin și Chicago.
Primul său succes izbitor a fost obținut cu O altă Marguerite (1892), pentru care a primit o medalie de aur la Expoziția Națională de la Madrid, apoi primul premiu la Expoziția Internațională din Chicago, de unde a fost achiziționată și ulterior donată Muzeului Universității din Washington în St. Louis, Missouri. A devenit curând faimos și a devenit șeful recunoscut al școlii moderne de pictură spaniolă. Pictura sa Întoarcerea de la pescuit (1894) a fost foarte admirată la Salonul de la Paris și a fost achiziționată de stat pentru Musée du Luxembourg. A indicat direcția maturizării sale.
Sorolla a pictat două capodopere în 1897 care leagă arta și știința: Portretul Dr. Simarro la microscop și O cercetare. Aceste picturi au fost prezentate la Expoziția Națională de Arte Plastice care a avut loc la Madrid în acel an și Sorolla a câștigat Premiul de Onoare. Aici, l-a prezentat pe prietenul său Simarro⁠(d) ca pe un om de știință care își transmite înțelepciunea investigând și, în plus, este triumful naturalismului, întrucât recreează mediul interior al laboratorului, surprinzând atmosfera luminoasă produsă de lumina artificială galben-roșiatic a unui arzător cu gaz care contrastează cu lumina slabă mov de după-amiază care strălucește prin fereastră. Aceste picturi pot fi printre cele mai remarcabile picturi din lume ale acestui gen.

### Moștenire tristă

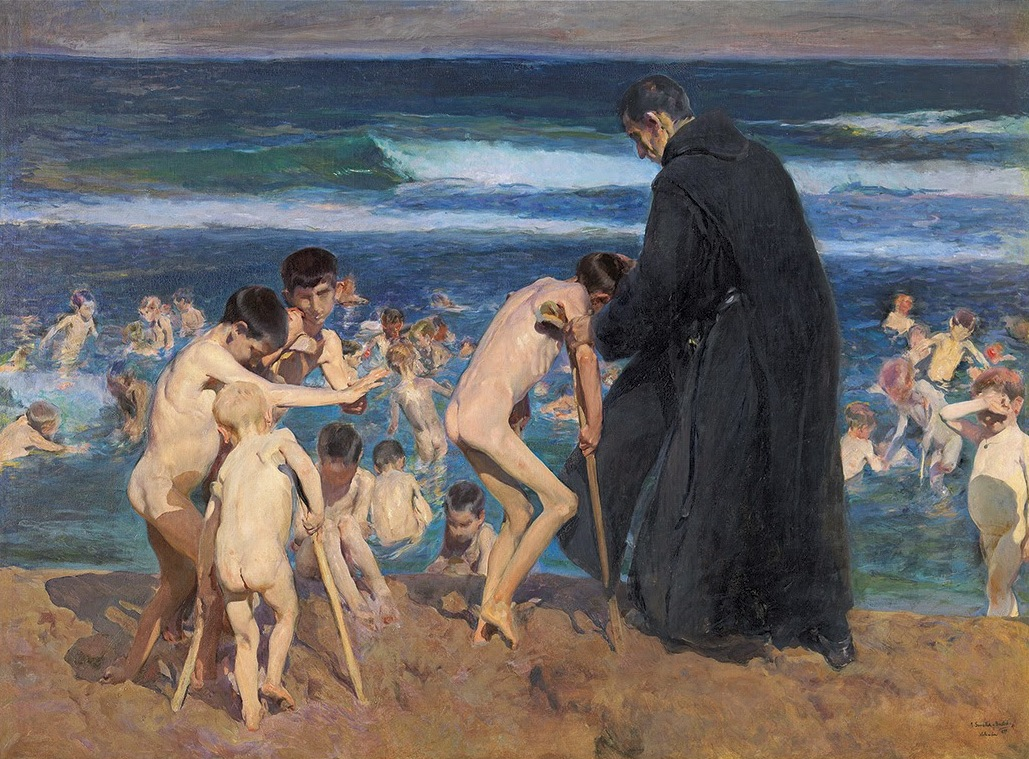
Moștenire tristă, 1899. Copii infirmi care fac baie la mare în Valencia; în centru imaginea a doi copii afectați de poliomielită (Colecția Bancaja).

Un punct de cotitură și mai mare în cariera lui Sorolla a fost marcat de pictura și expunearea picturii Moștenire tristă (1899, văzută în dreapta), o pânză extrem de mare, foarte finisată pentru considerație publică. Subiectul a fost reprezentarea unor copii infirmi care se scăldau la mare în Valencia, sub supravegherea unui călugăr. Ei sunt victimele sifilisului ereditar pe care îl presupune titlul, poate. Campos a sugerat că epidemia de poliomielită care a lovit țara Valencia cu câțiva ani în urmă este prezentă, posibil pentru prima dată în istoria picturii, prin imaginea a doi copii afectați. Pictura i-a adus lui Sorolla cea mai mare recunoaștere oficială, Marele Premiu și o medalie de onoare la Expoziția Universală de la Paris din 1900 și medalia de onoare la Expoziția Națională de la Madrid din 1901.
O serie de schițe pregătitoare în ulei pentru Moștenirea tristă au fost pictate cu cea mai mare luminozitate și pretențiozitate și au prezis un interes din ce în ce mai mare pentru lumina strălucitoare și pentru un mediu manipulat cu îndemânare. Sorolla s-a gândit destul de bine la aceste schițe, dându-le pe două dintre ele cadouri artiștilor americani; unul lui John Singer Sargent, celălalt lui William Merritt Chase⁠(d) . După acest tablou, Sorolla nu a revenit niciodată la o temă atât de vizibilă a unei conștiințe sociale.

### Maturitate

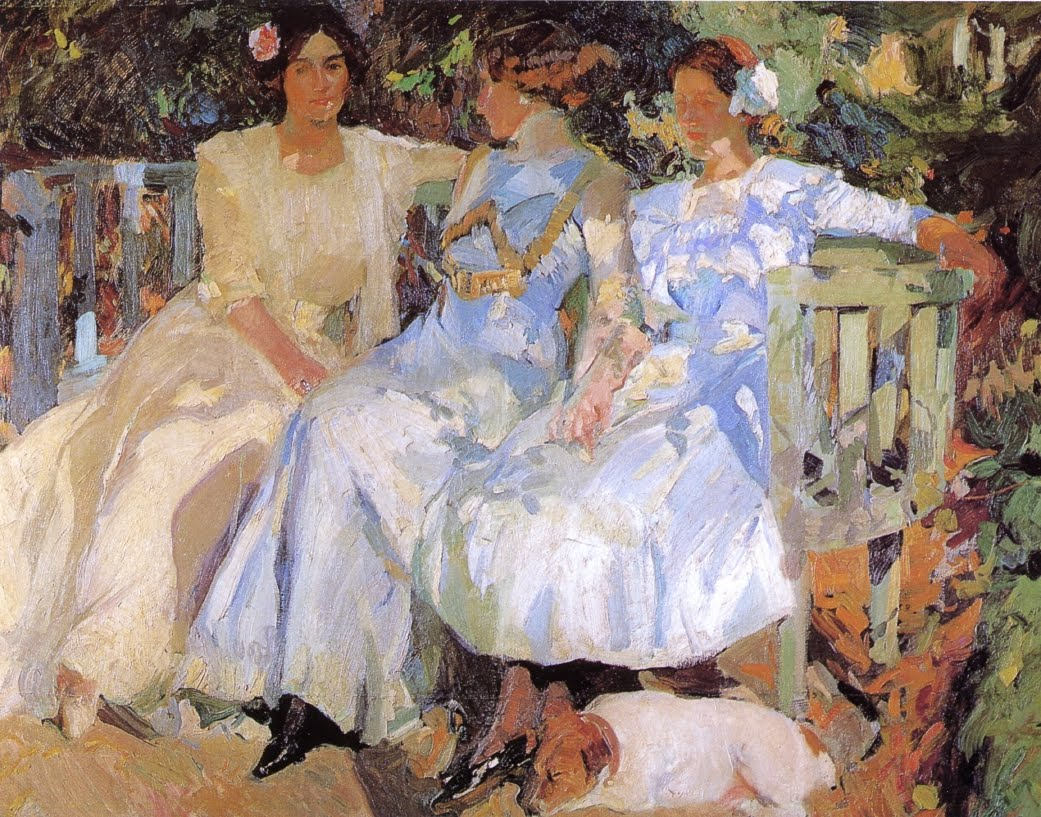
Soția și fiicele mele în grădină sau „Mi Esposa e Hijas en el Jardín”, care este numele original, 1910.

Expoziția de la Expoziția Universală de la Paris din 1900 i-a adus o medalie de onoare și nominalizarea lui drept Cavaler al Legiunii de Onoare; în următorii câțiva ani, Sorolla a fost onorat ca membru al Academiilor de Arte Frumoase din Paris, Lisabona și Valencia și ca fiu preferat al Valenciei.
O expoziție specială a lucrărilor sale - cu subiecte de personaje, peisaje și portrete - la Galeriile Georges Petit⁠(d) din Paris în 1906 a eclipsat toate succesele sale anterioare și a dus la numirea sa ca ofițer al Legiunii de Onoare. Expoziția a inclus aproape 500 de lucrări, picturi din tinerețe, precum și scene recente de plajă scăldată de soare, peisaje și portrete, o productivitate care a uimit criticii și a fost un triumf financiar. Deși expozițiile ulterioare la scară largă din Germania și Londra au fost întâmpinate cu mai multă reținere, în timp ce se afla în Anglia, în 1908, Sorolla l-a întâlnit pe Archer Milton Huntington, care l-a făcut membru al Societății Hispanice a Americii din New York City și l-a invitat să expună acolo în 1909. Expoziția a cuprins 356 de picturi, dintre care 195 au fost vândute. Sorolla a petrecut cinci luni în America și a pictat peste douăzeci de portrete.
Opera lui Sorolla este adesea expusă împreună alături de cea a contemporanilor și prietenilor săi, John Singer Sargent și Anders Zorn.

### Portrete

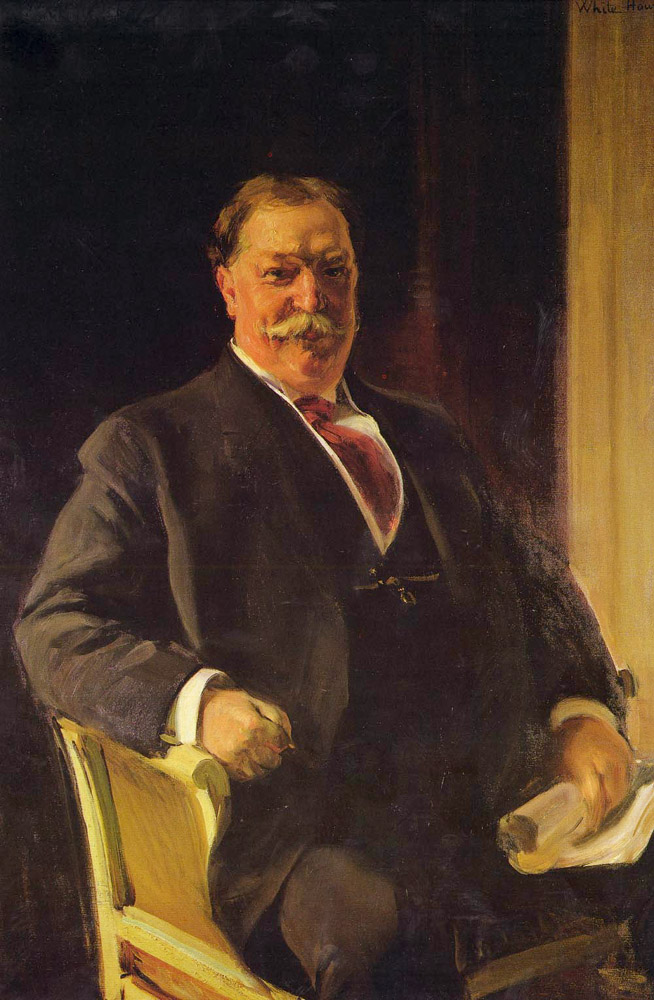
Președintele american William Howard Taft, 1909

Deși portretul formal nu era genul preferat al lui Sorolla, deoarece tindea să-i restrângă apetitul creator și putea reflecta lipsa de interes pentru subiecții săi, acceptarea comenzilor de portrete s-a dovedit profitabilă, iar portretizarea familiei sale a fost irezistibilă. Uneori influența lui Velázquez a fost cea mai importantă, precum în Familia mea (1901), o referire la Las Meninas⁠(d) în care Velázquez și-a grupa soția și copiii în prim plan, pictorul reflectându-se, la lucru, într-o oglindă îndepărtată. Alteori, dorința de a concura cu prietenul său John Singer Sargent era evidentă, ca în Portretul doamnei Ira Nelson Morris și copiii ei (1911). O serie de portrete produse în Statele Unite în 1909, comandate prin intermediul Societății Hispanice din America, a fost surclasată de Portretul domnului Taft, președintele Statelor Unite. Acest portret, care a fost pictat la Casa Albă, este expus permanent la Muzeul de Artă Taft din Cincinnati, Ohio.

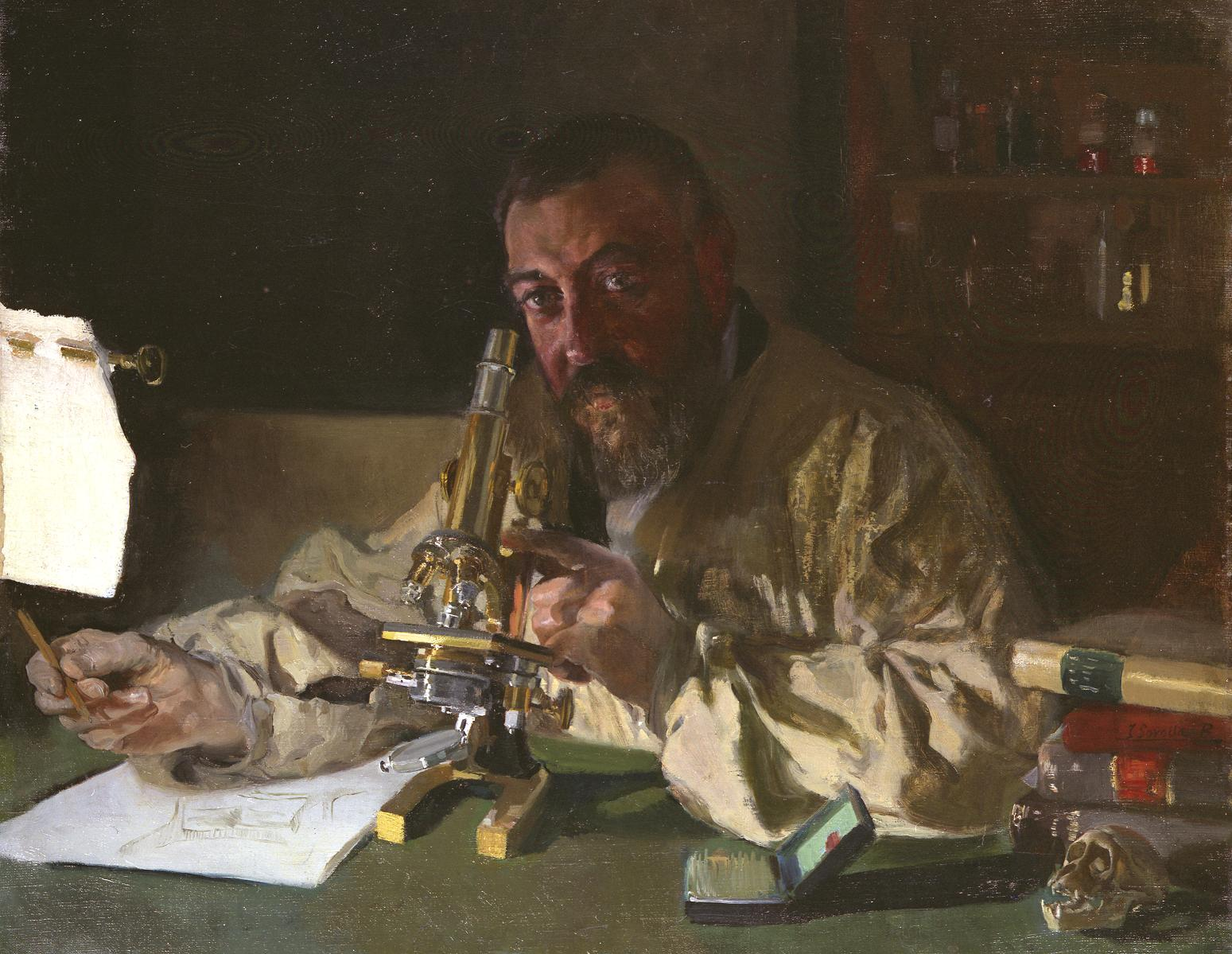
Portretul doctorului Simarro la microscop, 1897, (Luis Simarro Legacy Trust, Fundación General, Universitatea Complutense)

Se putea conta pe apariția luminii soarelui pentru a trezi interesul, iar în aer liber și-a găsit decorurile ideale pentru portrete. Astfel, nu numai fiica sa a pozat în picioare într-un peisaj scăldat de soare pentru María la La Granja (1907), ci și regalitatea spaniolă, pentru Portretul regelui Alfonso XIII în uniformă de husar (1907). Pentru Portretul domnului Louis Comfort Tiffany⁠(d) (1911), artistul american a pozat așezat la șevalet în grădina sa din Long Island, înconjurat de flori extravagante. Vanitatea atinge punctul culminant în Soția și fetele mele în grădină (1910, vezi galeria de mai jos), în care ideea portretului tradițional lasă loc încântării fluide a unui tablou construit cu pasaje groase de culoare, unde dragostea de familie a lui Sorolla se contopește cu lumina soarelui.

### Provinciile Spaniei
La începutul anului 1911, Sorolla a vizitat Statele Unite pentru a doua oară și a expus 152 de picturi noi la Muzeul de Artă Saint Louis și 161 la Institutul de Artă din Chicago câteva săptămâni mai târziu. Mai târziu în acel an, Sorolla l-a întâlnit pe Archie Huntington la Paris și a semnat un contract pentru a picta o serie de uleiuri despre viața în Spania. Aceste 14 picturi murale magnifice, instalate până astăzi în clădirea Hispanic Society of America din Manhattan, variază de la 3,65 la 4,26 metri înălțime și o lungime totală de 69 de metri. Principala comandă a carierei sale, a dominat ultimii ani ai vieții lui Sorolla.
Huntington și-a imaginat lucrarea care descrie o istorie a Spaniei, dar pictorul a preferat Viziunea Spaniei, mai puțin specifică, optând în cele din urmă pentru o reprezentare a regiunilor Peninsulei Iberice și numindu-o Provinciile Spaniei. În ciuda imensității pânzelor, Sorolla le-a pictat în plein air pe toate, cu excepția uneia, și a călătorit în locurile specifice pentru a le picta: Navarra, Aragon, Catalonia, Valencia, Elche, Sevilla, Andaluzia, Extremadura, Galicia, Guipuzcoa, Castilia, Leon, și Ayamonte, în fiecare loc pictând modele îmbrăcate în costume locale. Fiecare pictură murală celebra peisajul și cultura regiunii sale, panorame compuse din mulțimi de muncitori și localnici. Până în 1917, după cum a recunoscut singur, era epuizat. A terminat panoul final până în iulie 1919.
Sorolla a suferit un accident vascular cerebral în 1920, în timp ce picta un portret în grădina lui din Madrid. Paralizat de peste trei ani, a murit la 10 august 1923. Este înmormântat în Cementeri de Valencia, Spania.
Sala Sorolla, care adăpostește provinciile Spaniei la Hispanic Society of America, a fost deschisă publicului în 1926. Camera s-a închis pentru remodelare în 2008, iar picturile murale au ajuns pentru prima dată în muzeele din Spania. Sala Sorolla a fost redeschisă în 2010, picturile murale fiind expuse permanent.

## Moștenire
Influența lui Sorolla asupra altor pictori spanioli, cum ar fi Alberto Pla y Rubio și Julio Romero de Torres⁠(d) a fost atât de remarcată încât sunt descriși ca „sorollista”.
După moartea sa, văduva lui Sorolla, Clotilde García del Castillo, a lăsat multe dintre picturile sale publicului spaniol. Picturile au format în cele din urmă colecția care este acum cunoscută sub numele de Museo Sorolla, care a fost casa artistului din Madrid. Muzeul a fost deschis în 1932.
Opera lui Sorolla este reprezentată în muzee din Spania, Europa, America și în multe colecții private din Europa și America. În 1933, J. Paul Getty⁠(d) a cumpărat zece scene de plajă impresioniste realizate de Sorolla, dintre care câteva sunt acum găzduite în Muzeul J. Paul Getty.
În 1960, Sorolla, el pintor de la luz, un scurt documentar scris și regizat de Manuel Domínguez a fost prezentat la Festivalul de Film de la Cannes.
Compania Națională de Dans Spaniolă a onorat provinciile din Spania ale pictorului producând un balet Sorolla bazat pe picturi.
Gara de mare viteză din Valencia a fost numită după Sorolla.

### Expoziții temporare
În 2007, multe dintre lucrările sale au fost expuse la Petit Palais⁠(d) din Paris, alături de cele ale lui John Singer Sargent, un contemporan care a pictat într-o manieră similară cu influențe impresioniste. În 2009, a avut loc o expoziție specială a lucrărilor sale la Prado din Madrid, iar în 2010, expoziția a ajuns la Muzeul Oscar Niemeyer din Curitiba, Brazilia.
Între 5 decembrie 2011 și 10 martie 2012, câteva dintre lucrările lui Sorolla au fost expuse la Institutul spaniol regina Sofia, din New York. Această expoziție a inclus lucrări utilizate în timpul cercetării de opt ani a lui Sorolla pentru Viziunea Spaniei.
O expoziție intitulată Sorolla & America a explorat relația unică a lui Sorolla cu Statele Unite la începutul secolului al XX-lea. Expoziția a fost deschisă la Meadows Museum din SMU din Dallas (13 decembrie 2013 – 19 aprilie 2014). De acolo a ajuns la Muzeul de Artă din San Diego (30 mai – 26 august 2014) și apoi la Fundación MAPFRE⁠(d) din Madrid (23 septembrie 2014 – 11 ianuarie 2015).
În 2016, Kunsthalle din München a organizat o expoziție importantă cu lucrări realizate de Sorolla.
În 2019, Galeria Națională din Londra a organizat o expoziție temporară majoră Sorolla, intitulată Sorolla: maestru spaniol al luminii.

## Galerie

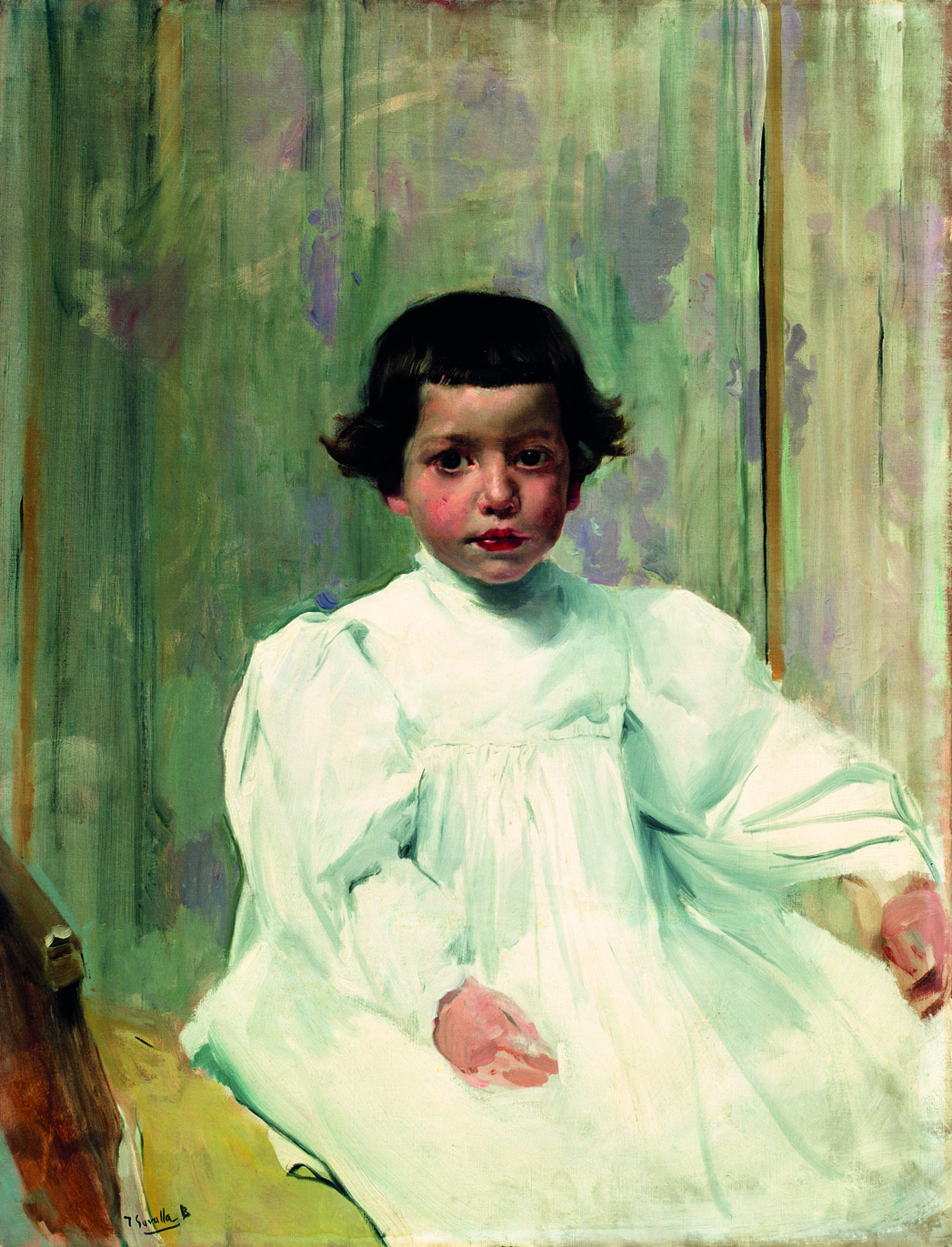
Joaquín Sorolla García vestido de blanco, 1896. Sorolla Museum⁠(d), Madrid. Fiul pictorului, "îmbrăcat în alb".
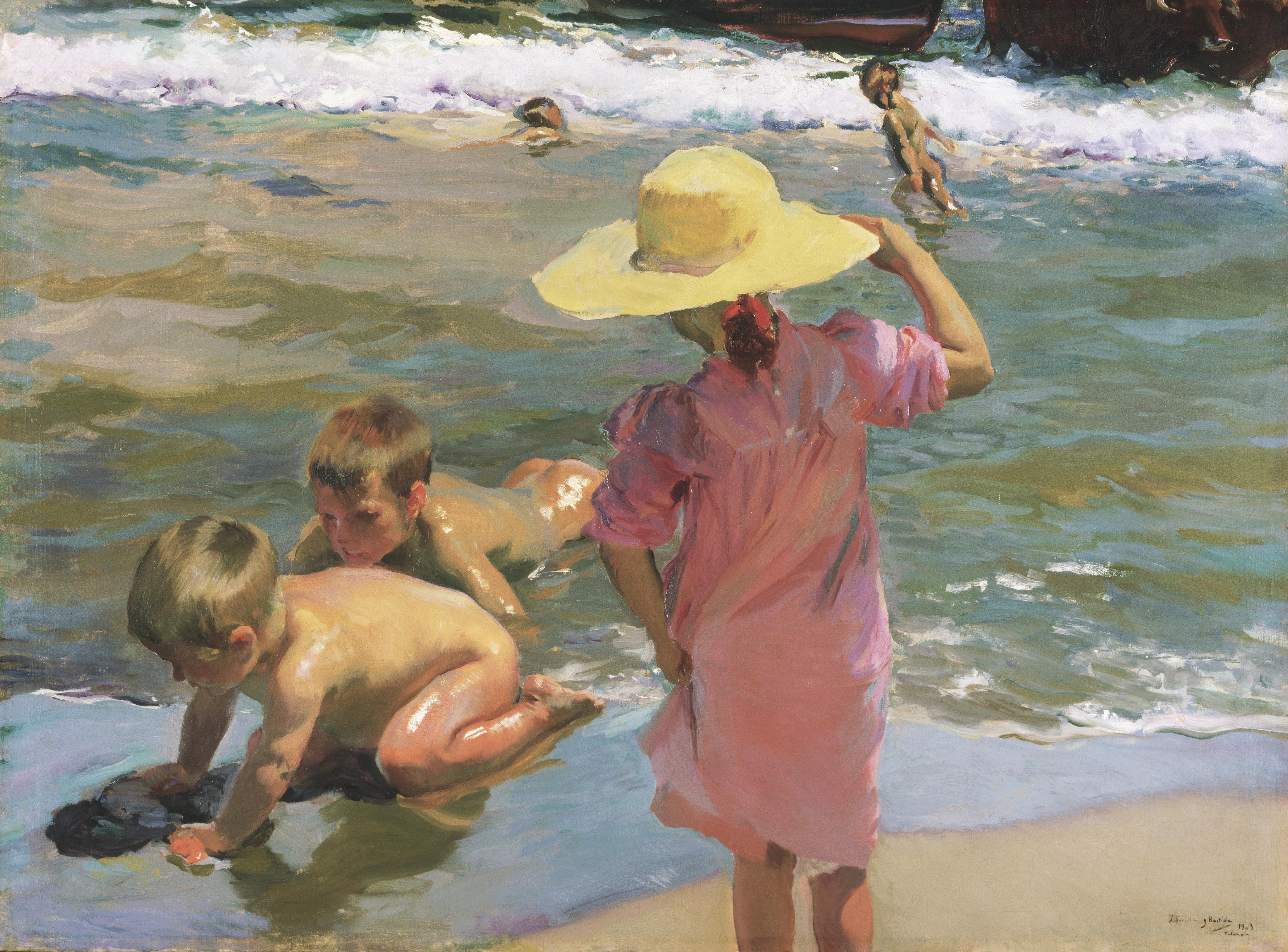
Copii pe malul mării, 1903. În colțul din dreapta sus, Sorolla a inclus o referire la o altă temă preferată, boii care trag bărcile de pescuit la țărm. Philadelphia Museum of Art
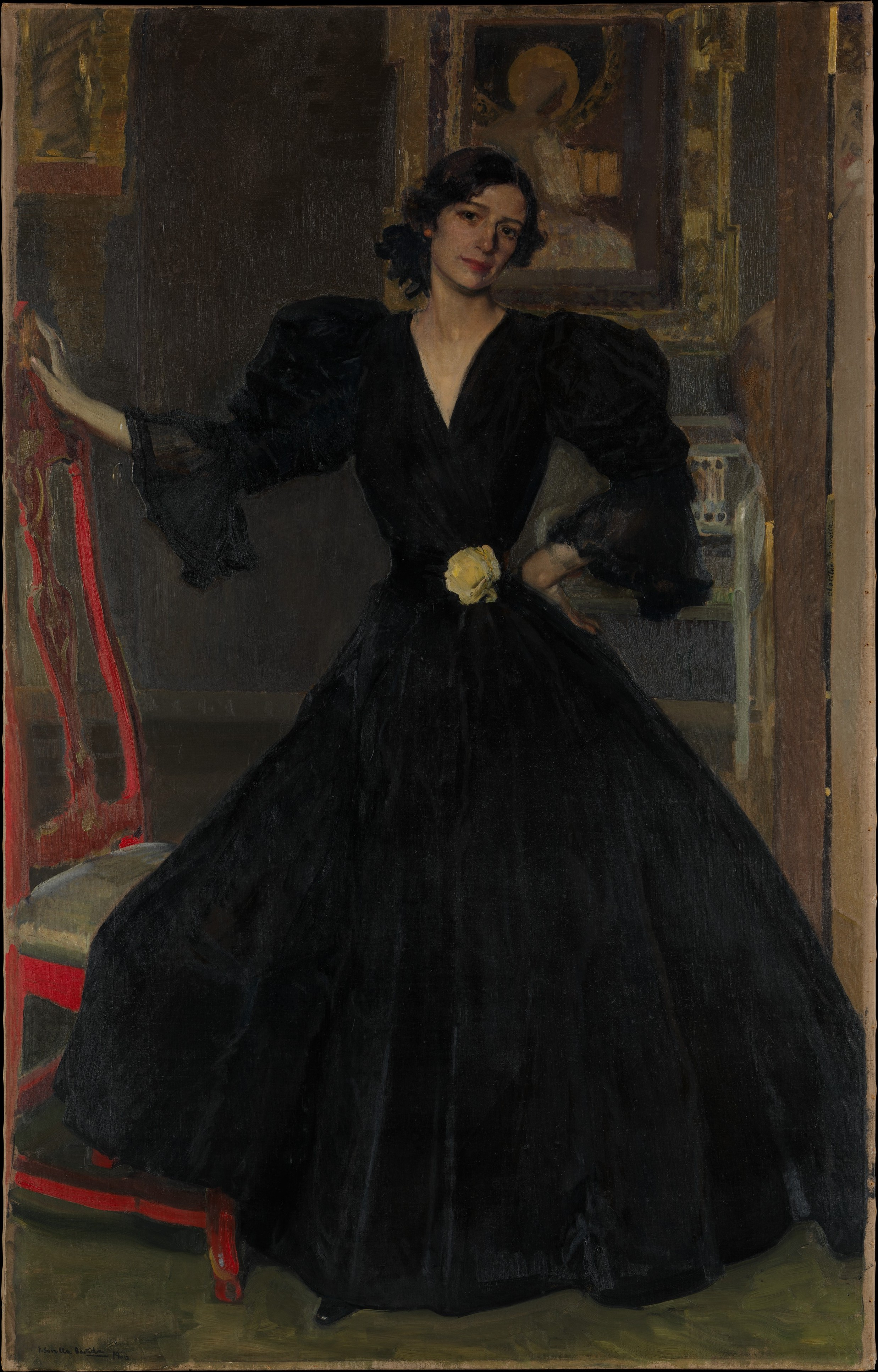
Señora de Sorolla în negru, 1906, Metropolitan Museum of Art
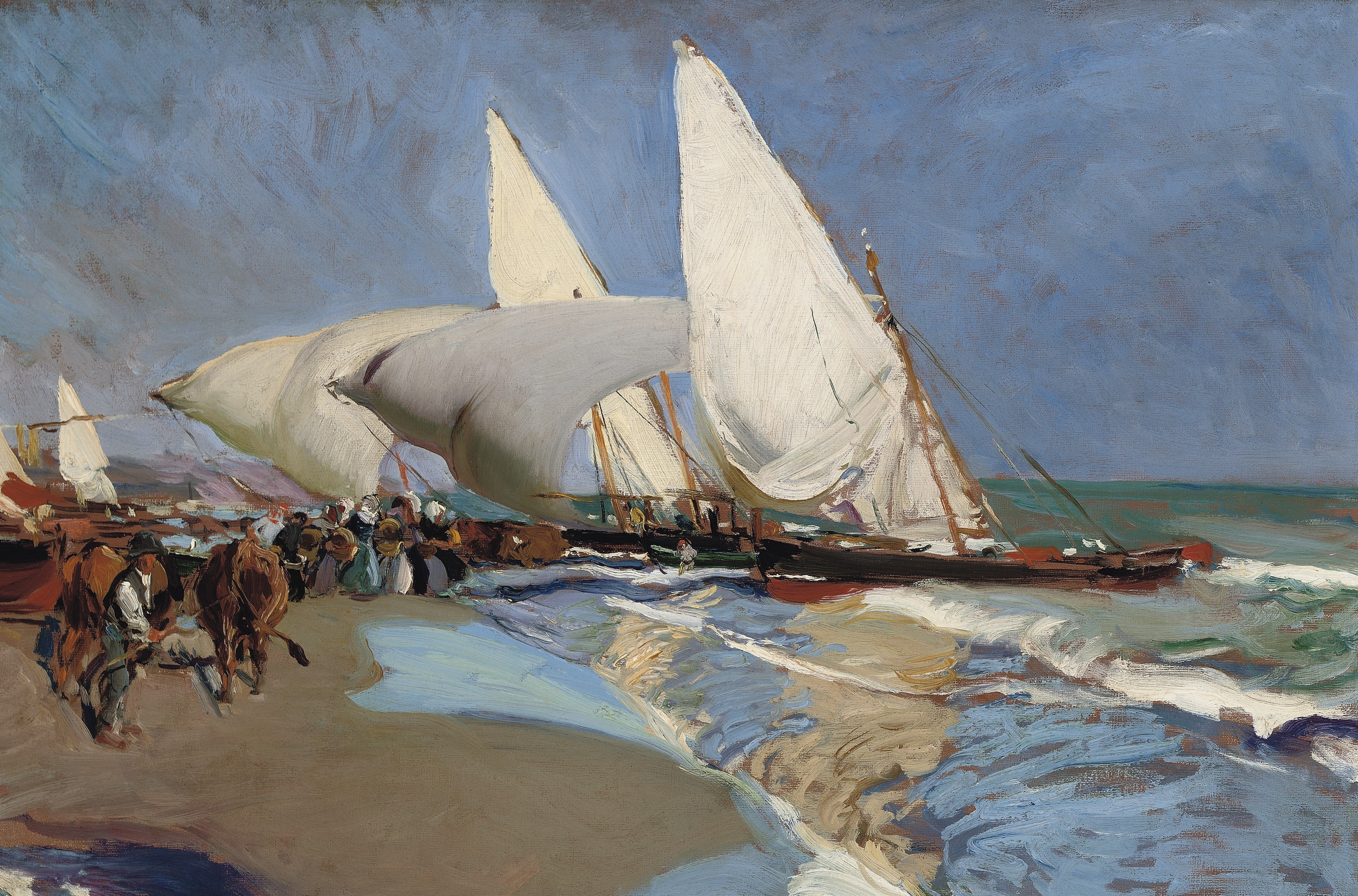
Plajă la Valencia, 1908.
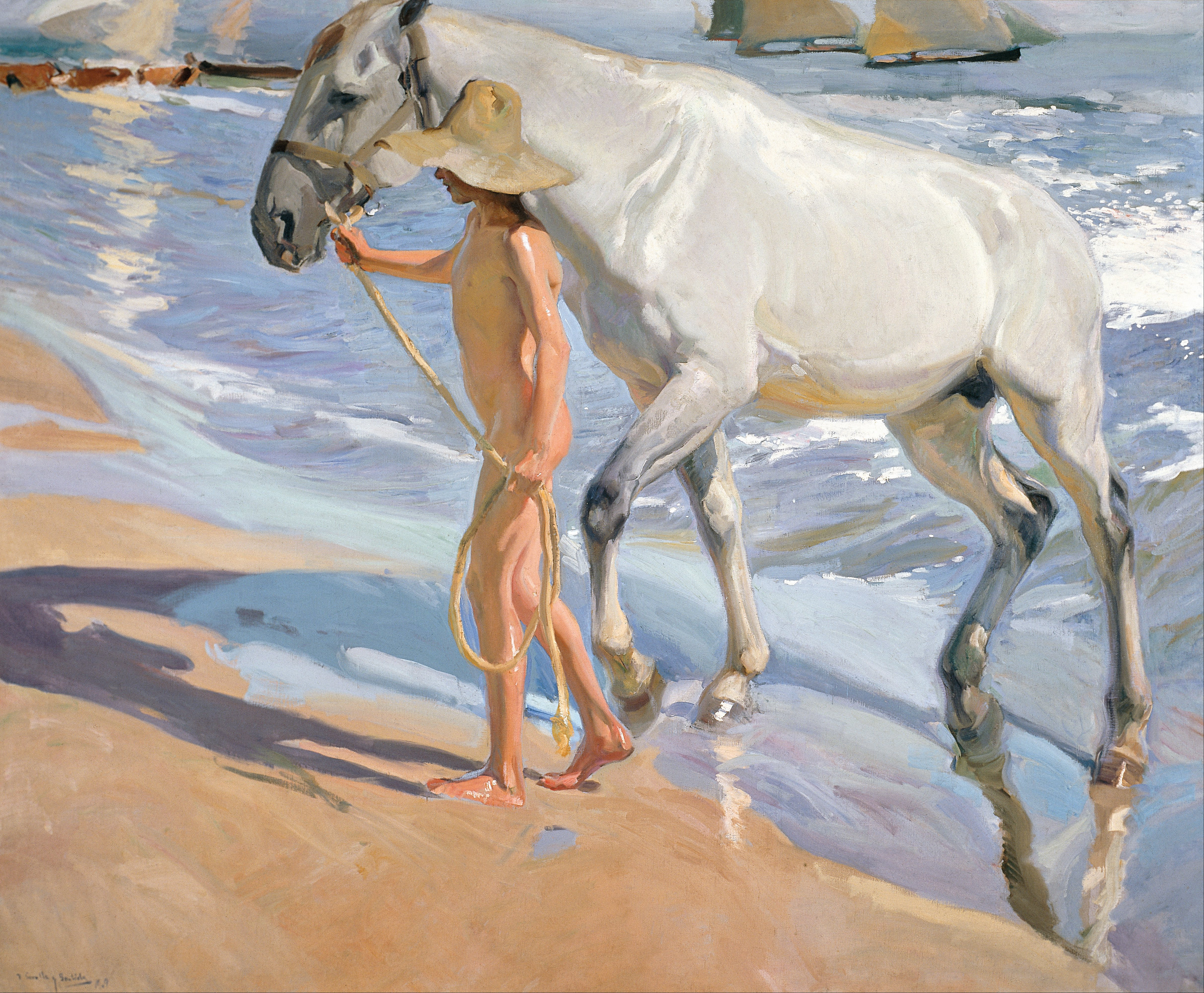
Baia cailor, 1909. Sorolla Museum⁠(d), Madrid.
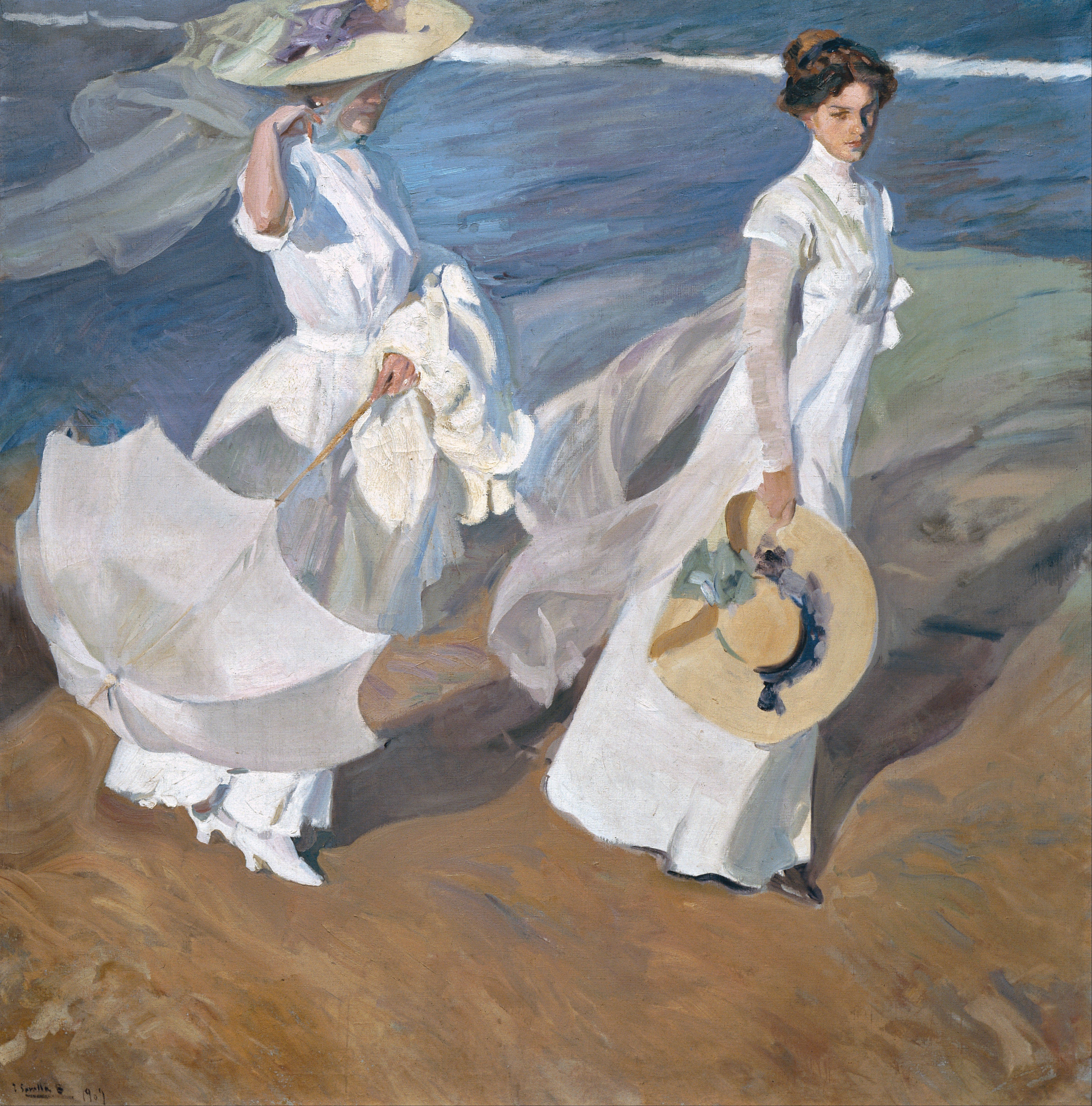
Plimbare pe plajă sau Paseo a orillas del mar, 1909. Sorolla Museum⁠(d), Madrid
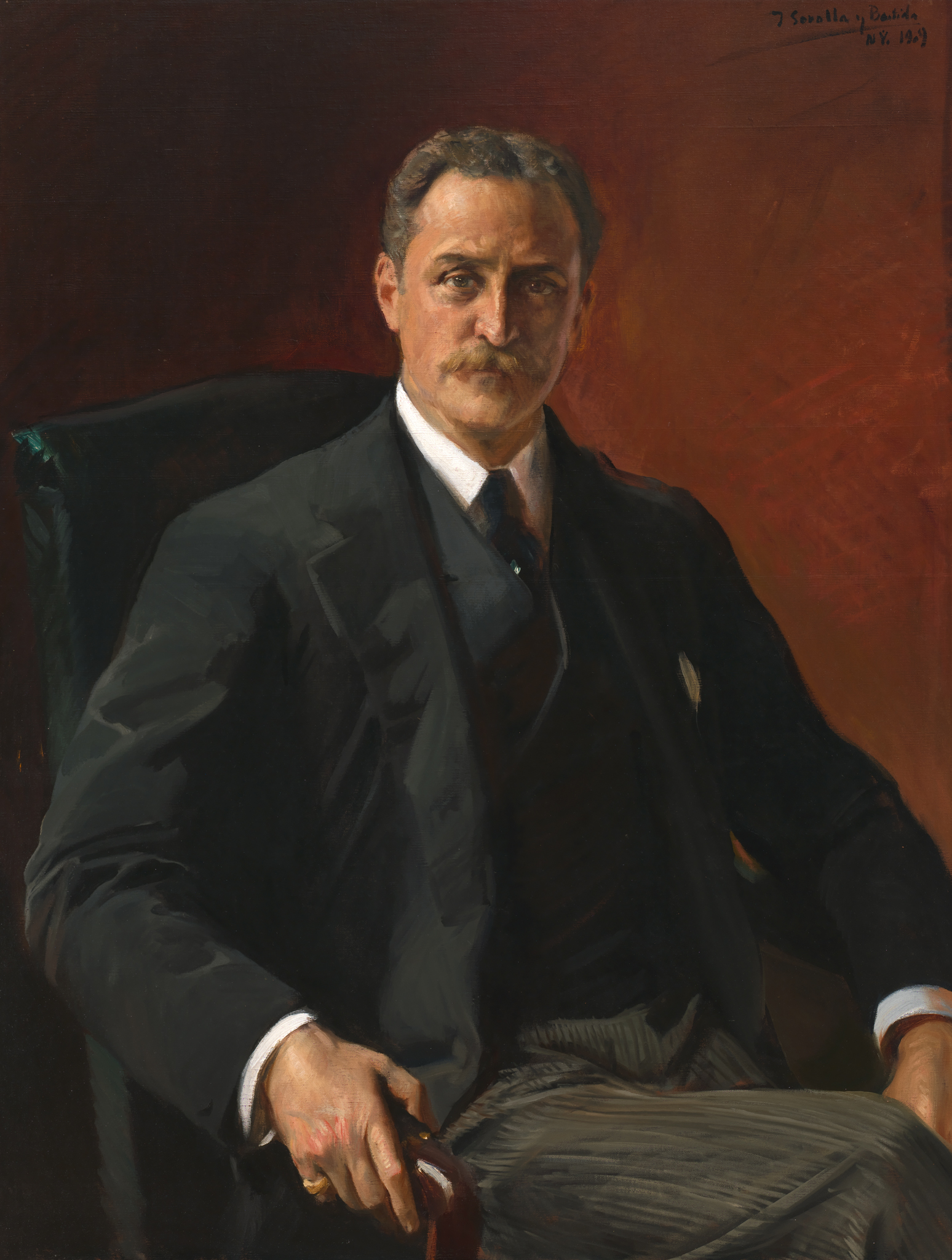
Robert Bacon, 1909.
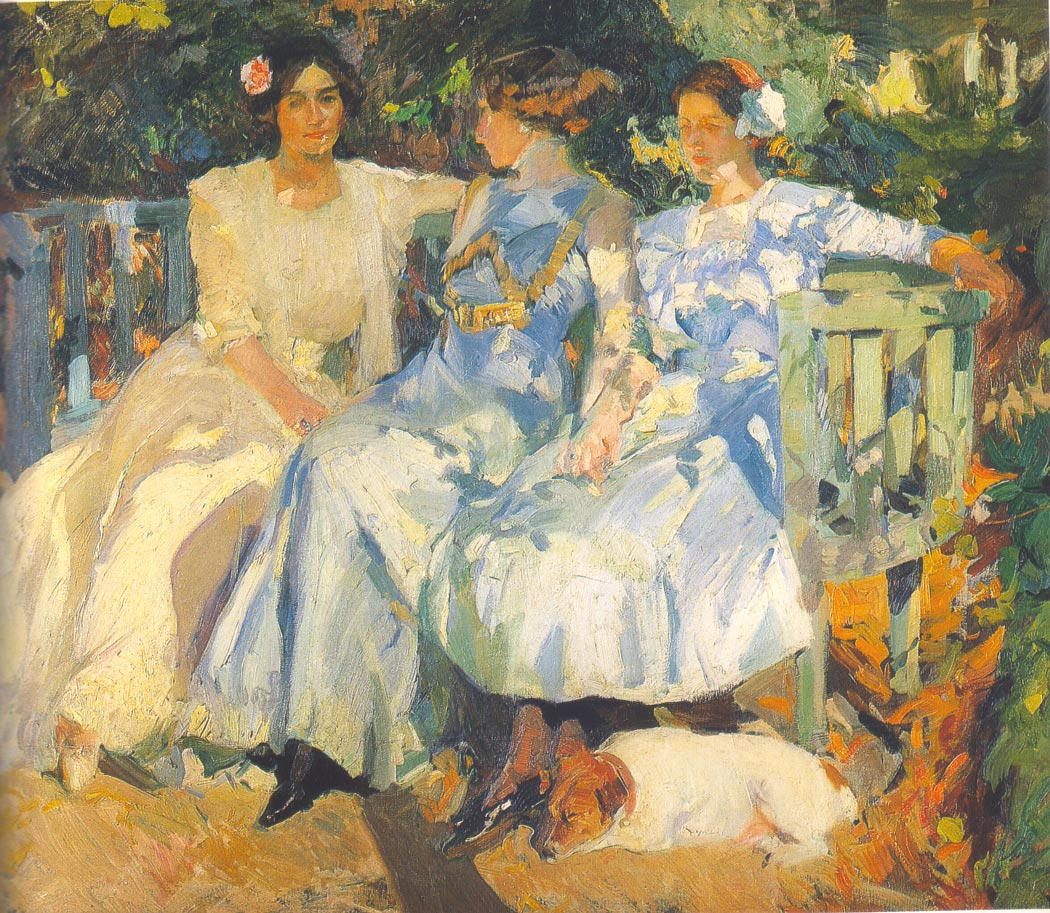
Soția și fiicele mele în grădină, 1910.
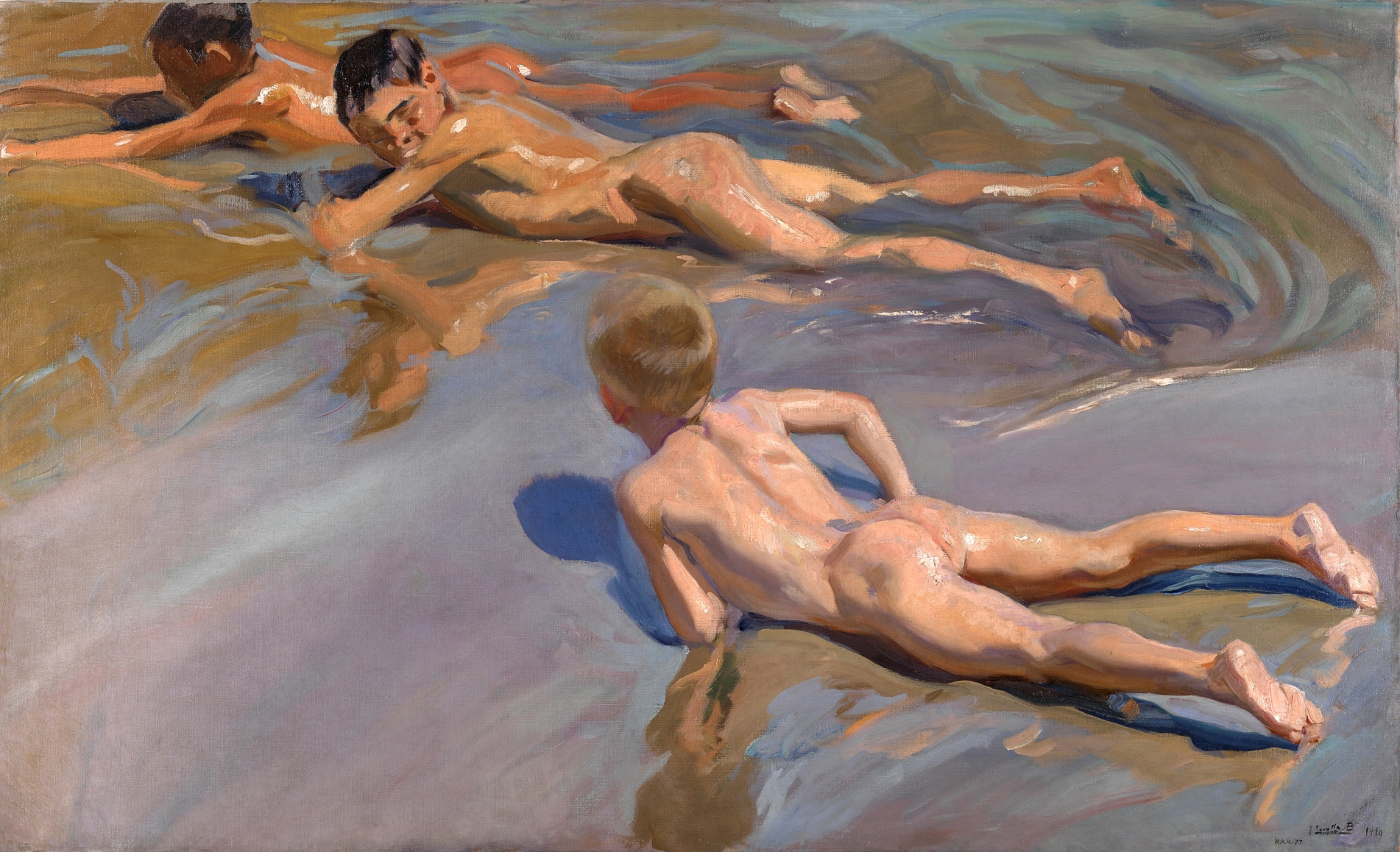
Copii pe plajă, 1910. Museo del Prado, Madrid.
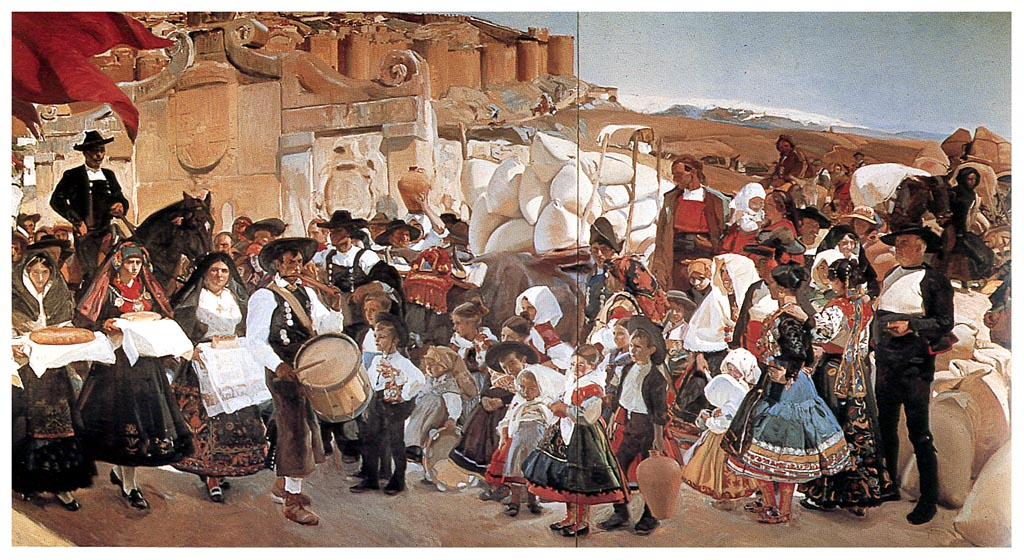
Castilla sau La fiesta del pan, 1913.  Prima care a fost finalizată de Viziunile Spaniei, 14 picturi murale aflate la Hispanic Society din Manhattan.
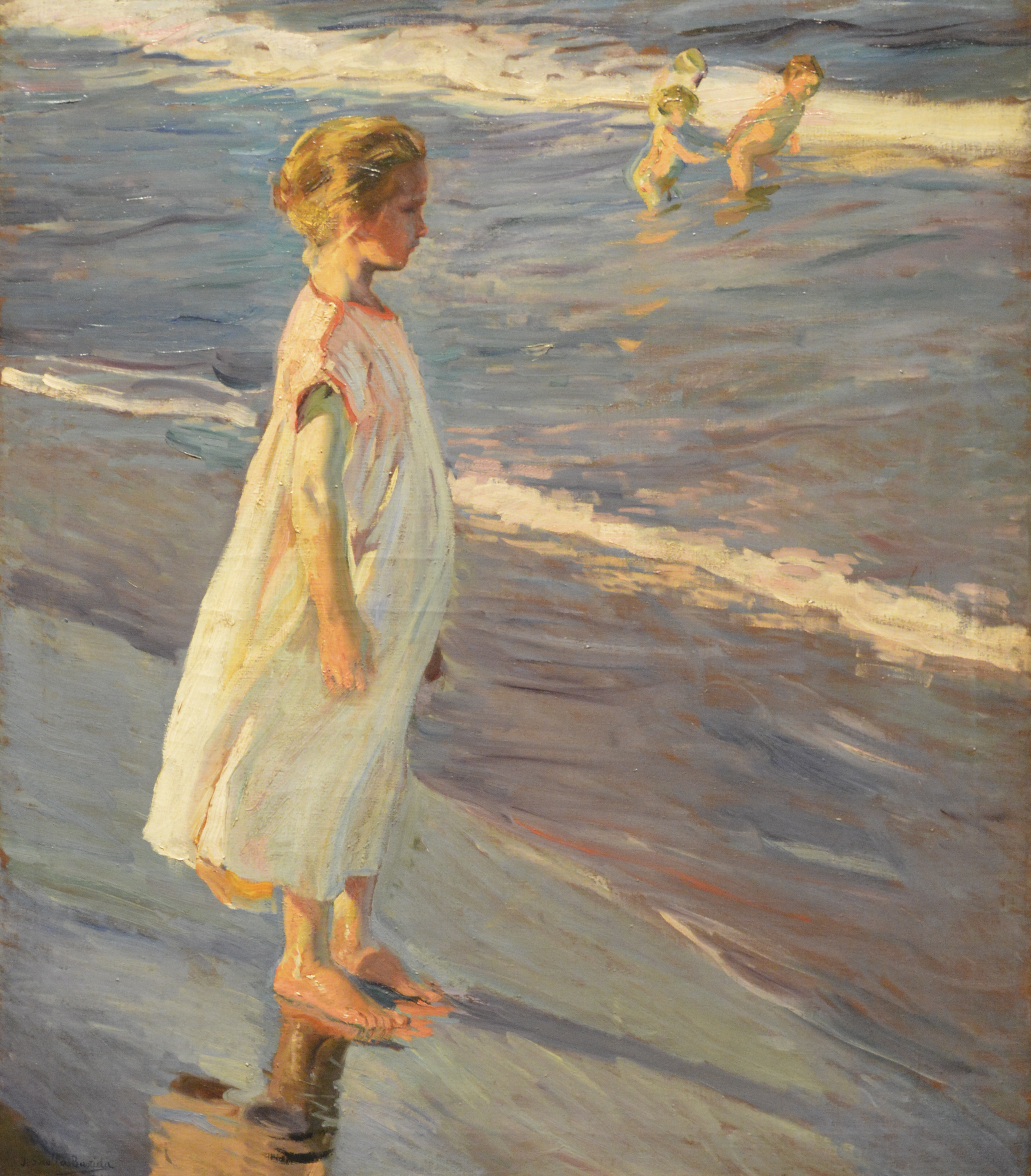
Niña, 1904. Museo Nacional de la Habana⁠(d), Cuba.